# Laursens Realskole
Laursens Realskole er en privatskole i Aarhus midtby. Skolen blev startet af malermester Hermann Poulsen, der i 1886 ansatte lærerinden Anna Laursen til at undervise sine børn i privatboligen. Skolen voksede da andre forældre sendte deres børn til den private skolestue i Vestergade 38, og i 1888 måtte man leje lokaler til de nu 36 elever. Fra 1891 var Anna Laursen leder af skolen, der ti år senere blev eksamensberettiget og fik navnet Fru Laursens Realskole. 
Siden 1920 har skolen ligget i Hjelmensgade 12. Anna Laursen bestyrede skolen til sin død i 1911, 67 år gammel. Siden 1963 er skolen en selvejende institution.